# 254863 Robinwarren
254863 Robinwarren è un asteroide della fascia principale. Scoperto nel 2005, presenta un'orbita caratterizzata da un semiasse maggiore pari a 2,6401886 UA e da un'eccentricità di 0,0979110, inclinata di 11,43946° rispetto all'eclittica.